# 32 Zel/Planet Shrooms
32 Zel/Planet Shrooms è il doppio EP di debutto del rapper statunitense Denzel Curry, pubblicato il 9 giugno 2015 dall'etichetta discografica C9 Records.
Il 14 ottobre 2016 venne rimosso, insieme all'album Nostalgic 64, da tutti i servizi di streaming per poi venir sostituiti dal secondo album in studio di Curry, Imperial. In seguito lo stesso Curry affermò che entrambi i dischi verranno poi rimasterizzati. Il 22 settembre 2017 venne pubblicata una versione rimasterizzata di 32 Zel che includeva un remix del brano Ultimate, con l'aggiunta del featuring del rapper Juicy J ed una versione del brano Ice Age senza il featuring di Mike Dece, con il quale Curry ha avuto un aspro dissidio.

## Tracce
Testi di Denzel Curry, eccetto dove indicato.

### 32 Zel
1. 32 Ave Intro – 2:23 (musica: Poshstronaut, Rem)
2. Chief Forever – 3:23 (musica: Rem)
3. Envy Me – 4:32 (testo: Curry, L. Bernard-Adam – musica: Ronny J)
4. Ultimate – 3:14 (musica: Ronny J)
5. Lord Kush Vader II – 4:38 (musica: Smoko Ono)
6. Ice Age (feat. Mike Dece) – 4:25 (testo: Curry, Mike Decesare – musica: Keenanza, Yung Icey, Martinez, Nick Leon)
7. Delusional Shone (feat. Twelve'len) – 5:20 (testo: Curry, Zach Fogarty – musica: Nick Leon, Poshstronaut, Rem)

Durata totale: 27:55

#### 32 Zel(Remastered Version)
1. 32 Ave Intro – 1:54 (musica: Finatik N Zac)
2. Chief Forever – 3:18 (musica: Rem)
3. Envy Me – 4:30 (testo: Curry – musica: Ronny J)
4. Ultimate (feat. Juicy J) – 4:17 (testo: Curry, Jordan Houston – musica: Ronny J)
5. Lord Kush Vader II – 4:33 (musica: Smoko Ono)
6. Ice Age – 2:51 (musica: Keenanza, Yung Icey)
7. Delusional Shone (feat. Twelve'len) – 3:35 (testo: Curry, Zach Fogarty – musica: Nick Leon, Poshstronaut)

Durata totale: 24:58
Note: 

### Planet Shrooms
1. Past the Wudz Intro (feat. Big Rube) – 3:05 (testo: Curry, Ruben Bailey, Brady Watt – musica: Rem, Poshstronaut)
2. Underwater – 3:31 (musica: PXSH RAVEN, Martinez)
3. Captain Sea Fonk – 3:55 (musica: PXSH RAVEN, Martinez)
4. Bwoii (feat. Nell e J.K. the Reaper) – 3:47 (testo: Curry, D. Butler, J. Kenan – musica: PXSH RAVEN, Martinez)
5. Planet Shrooms II (feat. J.K. the Reaper) – 3:37 (testo: Curry, J. Kenan – musica: PXSH RAVEN, Poshstronaut)
6. Smoke 2049 – 3:23 (musica: PXSH RAVEN, Rem)
7. Void (feat. Leonardo Safari e Fortebowie) – 4:53 (testo: Curry, Matthew Cummings, T. Ford Watt, M. Ayuk-Okata – musica: PXSH RAVEN, Martinez)

Durata totale: 26:11
Note
- Delusional Shone contiene parti vocali di Vares dei Twelve'len.